# Om jag blivit blott en enda gång
Om jag blivit blott en enda gång är en sång med text från 1911 av Conrad Adolf Björkman, musiken är hämtad från Förbundstoner. Sångens refräng Ja, jag tror att Gud hör bön finns i Frälsningsarméns sångbok 1990 som nummer 757.  
Texten är fri från upphovsrättsligt skydd år 2013.

## Publicerad som
- Nr 112 i Fridstoner 1926 under rubriken "Frälsnings- och helgelsesånger".
- Nr 574 i Psalmer och Sånger 1987 under rubriken "Att leva av tro - Bönen".[2]
- Nr 481 i Segertoner 1988 under rubriken "Att leva av tro - Bönen".[1]